# Charles Fefferman
Charles Louis Fefferman (* 18. dubna 1949 Washington DC, Spojené státy) je americký matematik. Je známý především díky práci na matematické analýze, zejména v teorii parciálních diferenciálních rovnic, v komplexní analýze a Fourierově analýze. Zabývá se však i matematickou fyzikou, finanční matematikou, neuronovými sítěmi, geometrií, či funkcionální analýzou. Je nositelem Fieldsovy medaile za rok 1978.